# كنداسة
الكنداسة هي عبارة عن مصفاة تحلية مياه البحر إلى مياه صالحة للشرب. أطلقت الكنداسة من مصطلح لاتيني لكلمة Condensate وهو تبخر الماء وتكثيفه.

## كنداسة جدة
مطلع القرن التاسع عشر الميلادي عصر الآلة البخارية تحركت القطارات على السكك الحديدية وأبحرت السفن عبر البحار والمحيطات في رحلات طويلة تدوم أسابيع بل أشهرًا دون توقف، تدفعها طاقة البخار الناتج عن احتراق الفحم الحجري، وكانت السفن تزود بآلة لتقطير مياه البحر لغرض استخدامات بحارها وملاحيها وحتى لا تضطر للتوقف في خطوط ملاحتها بالموانئ للتزود بالمياه العذبة، وآلة التقطير هذه عبارة عن ماكينة أو غلاية أو فرن تعمل بالفحم الحجري يغلي فيها ماء البحر لدرجة التبخير ومن ثم يتم تقطير البخار لينفصل الملح عن الماء، وسماها أهل جدة كنداسة كان موقع الكنداسة حرمًا مسيّجًا بشبك من حديد وأعمدة حجرية ولها بوابة لدخول العاملين، ماء البحر كان ينقل للكنداسة بواسطة قناتين من الحجر، قناة يرفع عبرها ماء البحر إلى الغلايات والأخرى يطرد من خلالها الماء المتبقي بعد التحلية إلى البحر، كانت عملية التبخير والتكثيف تستمر حتى يملأ الماء المتكاثف ( المقطر) خزانات الكنداسة العلوية عندها تتوقف الكنداسة عن العمل ريثما يباع الماء المنتج وتفرغ الخزانات من الماء العذب، وللكنداسة مبنى للآلات والمعدات يضم "القازانات" أو أفران حرق الوقود والغلايات إضافة إلى أنابيب النقل ومضخات رفع الماء والخزانات ، القازانات توقد بحطب الشورى أولًا ثم بالفحم الحجري الذي يحتاج إلى حرارة عالية ليبدأ بالاحتراق وإنتاج الطاقة.
     وقد تم الاستعانة بهذه الفكرة عن طريق استخدام المقطرة في عام 1325هـ/ 1907م واستمر عطاؤها حتى سنة 1346هـ/ 1927م حيث توقفت نهائيًا
حيث أنه في عام 1325هـ/ 1907م تحطمت سفينة قبالة شاطئ جدة بعد ارتطامها بشعبه المرجانية، وقررت الدولة وقتها انتشال آلة التقطير من حطامها ونصبها على شاطئ جدة دعمًا للعين الحميدية، في حالة انقطاع جريانها، ولتساعد الصهاريج والآبار، وقد كانت الكنداسة ذات إنتاج بسيط أقصاه (300) طن أو متر مكعب يوميًا، وكان على كل شخص أن ينتظر طويلًا ويبذا الجهد والمشقة الشيء الكثير، ليحصل على تنكة صفيحة أو تنكتين زفة حسب حجم العائلة، تكفي فقط للشرب والطعام وإعداد الشاي، وتدار الكنداسة بواسطة اثنين من الموظفين رئيس ونائبه، ويساعدهما جهاز إداري صغير مهمته الإشراف على السقاة" ناقلي المياه من الكنداسة إلى المنازل"، وكان من المشاهد أن يرى البرميل الواحد من الماء يسير وراءه عشرات الأطفال والنساء، والرجال لكي يحصل الواحد منهم على زفة-صفيحتين مملوءتين ماء يحملها السقا على عاتقه-  كان لهؤلاء السقاة رئيس «شيخ السقاية»، وكان قد وضع لهم نظاما دقيقا في ممارسة المهنة، خاصة من يعملون في حمل القربة ومن يعملون في حمل التنكة (الصفيحة)، ومن ضمن تلك الأنظمة الاجتماع اليومي. ويسمى نظام «البداية»، لأخذ التعليمات والالتزام بجدول كيفية نقل ماء الكنداسة إلى الناس. والظريف أن لهؤلاء السقاة رتبًا فالسقاة الملتحقون حديثا بالمهنة يحملون الماء في صفيحة واحدة (تنكة) على رؤوسهم، ثم يرتقي ليصبح ساقي زفة، وهي عبارة عن صفيحتين متقابلتين معلقتين على حبلين مشدودين على عصا مرنة يحملها السقاء على كتفيه بعد أن يضع لبادة من القماش تعينه على تحمل ثقلها ونقلها بين السكك والطرقات إلى منازل طالبيها، والمرتبة الثالثة هم قدماء السقاة، وهم حاملو القرب، حيث تملأ القرب بما يعادل زفتين أي أربع صفائح (تنك) ويحملها السقاة على ظهورهم، وهؤلاء السقاة من أصحاب البنية الجسمانية الرياضية القوية، فوزن القربة بعد ملئها بالماء يتجاوز المائة كيلو. ثم تطورت وسيلة السقاة إلى نقل الماء بواسطة البراميل (الفناطيس) التي تجرها الحمير. وكما تطورت وسيلة نقل المياه تنوعت استخدامات المياه أيضا، فماء الكنداسة للشرب والطعام وإعداد الشاي، بينما ظلت مياه الصهاريج التي أصبح اسمها بعد أن دخلت الكنداسة الخدمة مياه «الرديخ» تستخدم للاستخدام والتنظيف، ومياه الرديخ أي غير النقية، وهي مياه الصهاريج التي تجمع من الأمطار أو تستخرج من آبار محفورة داخل مدينة جدة، علما أن الذين لا يستطيعون شراء ماء الكنداسة كان يستعملون مياه الصهاريج للشرب والغسيل. ورغم قلة مياه «الكنداسة» فإنها كانت تمثل المصدر الرئيسي لمياه الشرب بالطبع لمن يستطيع شراءه، كما كانت جدة البوابة البحرية لمكة المكرمة كانت ينبع البحر فرضة (ميناء) المدينة المنورة وممر الحجاج القادمين لزيارة مسجد النبي محمد ينبع والمدينة ليستا في حال أفضل من جدة ومكة في وفرة المياه، فندرة الماء النقي مشكلة عمت كل أرجاء الجزيرة العربية تقريبا، وإن كانت الحال في مناطق محدودة أفضل من غيرها فستظل محدودة وبكميات لا توصف بالوفرة، لكن وضع جدة وينبع يختلف لارتباطهما بمكة والمدينة حيث أفئدة المسلمين تهفو إليهما في مواسم الحج والعمرة والزيارات الدينية.
     توقف إمداد الطاقة لتشغيل الكنداسة في جدة ولم يعد ما يكفي من وقود الفحم الحجري لتحريك الآلة، وفشلت كل محاولات الإصلاح، مما اضطر القائمون على إدارة الكنداسة إلى استخدام الحطب، الذي عجل بخرابها النهائي  في عام 1343هـ/ 1925م، في هذه الفترة الحرجة من حدة الصراعات الدولية على مناطق النفوذ في العالم، أمر الملك عبدالعزيز في عام 1346هـ / 1926م باستيراد جهازين بديلين لتكثيف وتقطير مياه البحر على شاطئ مدينة جدة بالقرب من الميناء (الكنداسة)